# منى حسين (ممثلة مصرية)
منى حسين (20 أبريل 1969 -)، ممثلة مصرية.

## عن حياتها
تخرجت في كلية الهندسة جامعة القاهرة، ثم التحقت بفرقة رضا لمدة 8 سنوات وبدأت حياتها الفنية بالتمثيل بمسرح الطليعة ثم المسرح القومى ثم مسرح الثقافة الجماهيرية. وشاركت في العديد من الأعمال من السينما والتلفزيون والمسرح وكان دورها في فيلم عصافير النيل من أفضل أدوارها رغم أنه مثير للجدل.

## روابط خارجية
- منى حسين على موقع قاعدة بيانات الأفلام العربية